# Aleksi Modebadze
Aleksi Modebadze (gruz. ალექსი მოდებაძე; ur. 21 lutego 1978) – gruziński zapaśnik walczący w stylu wolnym. Dwukrotny olimpijczyk. Dziewiąty w Sydney 2000 i czternasty w Atenach 2004. Walczył w kategorii 120–130 kg.
Piąty na mistrzostwach świata w 2009. Trzykrotny medalista mistrzostw Europy; srebrny w 2001. Szósty w Pucharze Świata w 2009. Wicemistrz świata i Europy juniorów w 2008 roku.